# Louise Otto-Peters
Louise Otto-Peters (Meissen, 26 de març de 1819 - Leipzig, 13 de març de 1895) fou una escriptora que publicava amb el pseudònim masculí Otto Stern i que és reconeguda com una de les fundadores del feminisme alemany.
Va participar activament en la Revolució de 1848 a Alemanya denunciant la situació educativa i econòmica de les dones.

## Primers anys
Louise Otto va néixer a Meissen en una família de classe mitjana, filla de Charlotte i Wilhelm Otto, advocat i director de la cort. Va ser educada a casa per tutors particulars. El 1835, quan tenia 16 anys, van morir els seus pares i una germana gran. Otto-Peters va viure aleshores amb les seves dues germanes grans.

## Trajectòria
En aquest moment va començar a escriure novel·les, contes, poesia i articles polítics per guanyar-se la vida. A més, va treballar com a periodista des de 1843 amb articles sobre el seu concepte de feminitat, així com de la dona i la política. Va entrar en contacte amb figures literàries de Leipzig i amb el moviment religiós lliure, que donava a les dones el dret d'opinar. Es va fer amiga de Robert Blum i altres demòcrates.
En aquests articles polítics denunciava els efectes de la Revolució industrial sobre la població i l'opressió de les dones. Posteriorment, va lligar els dos interessos en el seu activisme i creà associacions que fomentaven la incorporació de les dones al món laboral.
Fou l'editora principal de la revista Frauenzeitung für höhere wiebliche Interessen (1849 - 1852) i, juntament amb el seu marit, August Peters, publicà també la revista Mitteldeutsche Volkszeitung. Entre la seva producció literària, destaca el poemari Mein Lebensgang. Gedichte aus fünf Jahrehnten. Des de mitjans de la dècada de 1840 es va convertir en l'editora de la publicació revolucionària Frauenzeitung (El periòdic de les dones) (1849-1852), des d'on reivindicava la reforma educativa femenina i la millora de les condicions de les treballadores de les ciutats industrials. Insistia fonamentalment en la independència femenina no sols material i econòmica sinó també de pensament.

Plaça i Parc infantil de Louise Otto-Peters, a Leipzig

El 1865 va fundar l'Allgemeiner Deutscher Frauenverein (Associació General de Dones Alemanyes), i va fundar la publicació Neue Bahnen (Leipzig, 1866) en col·laboració amb August Schmidt.
D'entre la seva extensa producció literària cal destacar:
- Mein Lebensgang, considerada la seva millor col·lecció de poemes.[8]
- Gedichte aus fünf Jahrzehnten (Leipzig, 1893).

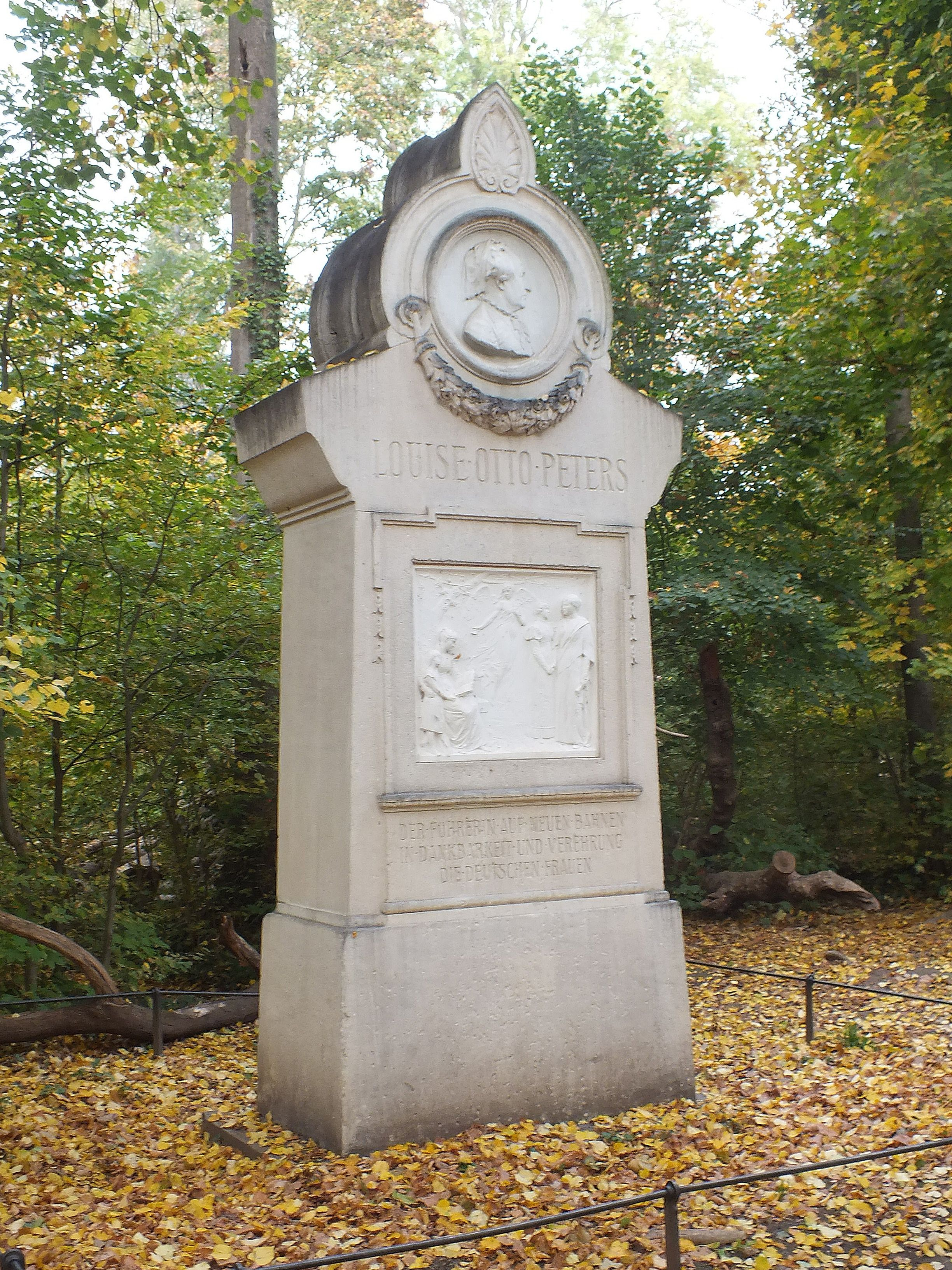
Monument al parc Rosental

El 1858, quan ja tenia una carrera com a escriptora, va contreure matrimoni amb August Peters, que escrivia sota el pseudònim Elfried Von Taura. Va col·laborar amb el seu marit en algunes obres com Mitteldeutsche Volkszeitung (1864), que es va publicar després de la mort d'aquest.

## Reconeixement i memòria
El 10 de juny de 1900 se li va erigir un monument a Leipzig, com a pionera del moviment de dones alemanyes. Va romandre als terrenys de l'Antic Johannisfriedhof fins al 1925. Després es va traslladar a la seva ubicació actual del parc Rosental.
La ciutat de Leipzig li ha dedicat una plaça i un parc infantil. I la ciutat de Friburg de Brisgòvia ha donat el seu nom a un carrer. Diverses escoles porten també el seu nom a Hockenheim, Wiesloch o Leipzig.